# A lyga 2024
A lyga 2024 är den 35:e säsongen av A lyga (sedan 1990), den högsta nivån i det litauiska fotbollssystemet. Säsongen inleddes den 1 mars och avslutades den 9 november 2024.

## Lag och arenor
10 lag har kvalificerat sig för spel i A lyga 2024 efter resultatet från A lyga 2023 och Pirma lyga 2023.
| Lag            | Ort                 | Arena                                | Underlag  | Kapacitet | Placering 2023 |
| -------------- | ------------------- | ------------------------------------ | --------- | --------- | -------------- |
| Banga          | Gargždai            | Gargždų stadionas                    | Konstgräs | 2 300     | 6              |
| Džiugas        | Telšiai             | Telšių stadionas                     | Gräs      | 3 000     | 9              |
| Džiugas        | Telšiai             | Ateities stadionas                   | Konstgräs | 500       | 9              |
| Hegelmann      | Kaunas              | NFA stadionas                        | Konstgräs | 500       | 5              |
| Dainava        | Alytus              | Alytaus stadionas                    | Gräs      | 3 000     | 8              |
| Dainava        | Alytus              | Marijampolė inomhus fotbollsarena    | Konstgräs | 2 660     | 8              |
| Kauno Žalgiris | Kaunas              | Dariaus ir Girėno stadionas          | Gräs      | 15 000    | 4              |
| Kauno Žalgiris | Kaunas              | NFA stadionas                        | Konstgräs | 500       | 4              |
| Panevėžys      | Panevėžys           | Aukštaitijos stadionas               | Gräs      | 4 000     | 1              |
| Panevėžys      | Panevėžys           | Žemynos stadionas                    | Konstgräs | 500       | 1              |
| Transinvest    | Vilnius landskommun | Širvintų miesto stadionas            | Konstgräs | 1 500     | 1 (PL)         |
| Transinvest    | Vilnius landskommun | Sportima inomhus fotbollsarena       | Konstgräs | 3 157     | 1 (PL)         |
| Sūduva         | Marijampolė         | Marijampolės sporto centro stadionas | Gräs      | 6 250     | 7              |
| Sūduva         | Marijampolė         | Marijampolė inomhus fotbollsarena    | Konstgräs | 2 660     | 7              |
| Šiauliai       | Šiauliai            | Savivaldybės stadionas               | Gräs      | 4 000     | 3              |
| Šiauliai       | Šiauliai            | Gytarių stadionas                    | Konstgräs | 500       | 3              |
| Žalgiris       | Vilnius             | LFF stadionas                        | Konstgräs | 5 067     | 2              |
| Žalgiris       | Vilnius             | Sportima inomhus fotbollsarena       | Konstgräs | 3 157     | 2              |

## Tabeller

### Poängtabell
| Nr | Lag             | S  | V  | O  | F  | GM | IM | MS  | P  |
| -- | --------------- | -- | -- | -- | -- | -- | -- | --- | -- |
| 1  | Žalgiris        | 36 | 24 | 7  | 5  | 76 | 31 | +45 | 79 |
| 2  | Hegelmann       | 36 | 19 | 10 | 7  | 60 | 40 | +20 | 67 |
| 3  | Kauno Žalgiris  | 36 | 15 | 9  | 12 | 43 | 40 | +3  | 54 |
| 4  | Dainava         | 36 | 12 | 9  | 15 | 33 | 40 | −7  | 45 |
| 5  | Banga           | 36 | 10 | 13 | 13 | 37 | 46 | −9  | 43 |
| 6  | Džiugas         | 36 | 11 | 9  | 16 | 33 | 48 | −15 | 42 |
| 7  | Šiauliai        | 36 | 10 | 12 | 14 | 39 | 50 | −11 | 42 |
| 8  | Panevėžys (RM)  | 36 | 9  | 14 | 13 | 34 | 40 | −6  | 41 |
| 9  | Sūduva          | 36 | 9  | 12 | 15 | 33 | 38 | −5  | 39 |
| 10 | Transinvest (U) | 36 | 11 | 5  | 20 | 35 | 50 | −15 | 38 |

## Nedflyttningskval
Laget som slutade på 9:e plats, FK Sūduva, spelade ett kvalspel mot det lag som slutade på 2:a plats i Pirma lyga 2024, FK Be1.
| 1           | 17 november 2024 | Be1                                   | 2–1    | Sūduva             | Centralstadion, Jonava  |                         |
| 13:00 UTC+2 | 13:00 UTC+2      | Majeed Issah 13′ Yayra Josue Doke 79′ | raport | 78′ Motiejus Burba | Domare: Donatas Šimėnas | Domare: Donatas Šimėnas |
| 13:00 UTC+2 | 13:00 UTC+2      |                                       |        |                    | Domare: Donatas Šimėnas | Domare: Donatas Šimėnas |
| 13:00 UTC+2 | 13:00 UTC+2      |                                       |        |                    | Domare: Donatas Šimėnas | Domare: Donatas Šimėnas |

| 2           | 23 november 2024 | Sūduva           | 1–0    | Be1 | Marijampolė fotbollsarena, Marijampolė |                                        |
| 13:00 UTC+2 | 13:00 UTC+2      | Steve Lawson 78′ | raport |     | Publik: 650 Domare: Robertas Valikonis | Publik: 650 Domare: Robertas Valikonis |
| 13:00 UTC+2 | 13:00 UTC+2      |                  |        |     | Publik: 650 Domare: Robertas Valikonis | Publik: 650 Domare: Robertas Valikonis |
| 13:00 UTC+2 | 13:00 UTC+2      |                  |        |     | Publik: 650 Domare: Robertas Valikonis | Publik: 650 Domare: Robertas Valikonis |